# Howard, Colorado
Howard är en ort i Fremont County i delstaten Colorado, USA.